# Paco Valdez
Angel Carlos raul  Valdez de Madariaga (Asunción, 3 de noviembre de 1967), más conocido como Paco Valdez, es un periodista deportivo paraguayo, especializado en automovilismo en algunos programas de deporte motor tanto en emisoras radio como en canales de televisión, respectivamente. Actualmente coconduce el programa de televisión titulado Código Motor, junto con Lucho Ruiz Diaz por la señal de Cable y Satélite de Tigo Sports los días Lunes a las 20:00 (hora local) con una duración de 60 Minutos con repeticiones los días viernes a las 02:00, los sábados a las 05:30 y los domingos a las 22:00. Además coconduce el programa de televisión denominado Coche a la Vista los días Domingos a las 23:15 (UTC-3) por Telefuturo.
Fue columnista de Automovilismo en 24 Horas, Telediario, Red de Noticias, Noticiero 13, Paraguay Noticias y Reporte Visión de Unicanal (Canal 8 de Tigo Tv).

## Links
- Datos: Q20018202